# إيرل إم. هيلمان
إيرل إم. هيلمان هو سياسي أمريكي، ولد في 1902، وتوفي في 1 مايو 1975. نشط حزبياً في الحزب الجمهوري.